# Sätra gård

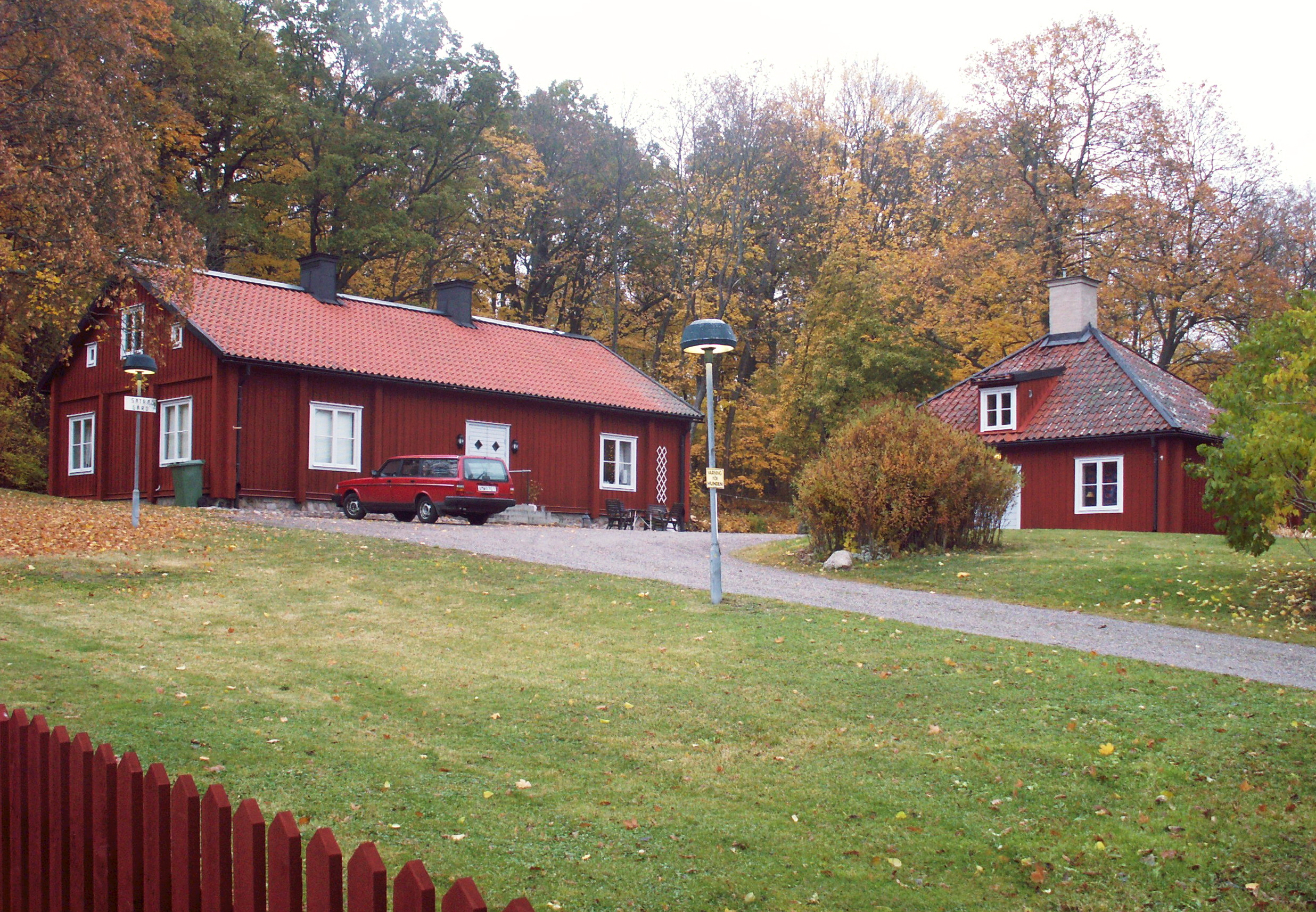
Sätra gård, huvudbyggnad och flygel.

Sätra gård är ett tidigare säteri vid nuvarande Sätragårdsvägen 6 i stadsdelen Sätra i Söderort i Brännkyrka socken i Stockholms kommun. Gården är en av Stockholms äldsta gårdar och känd sedan 1300-talet. Den har även gett namn åt stadsdelen. De båda bevarade byggnaderna härrör troligtvis från 1700-talet. Gården är blåklassad av Stockholms stadsmuseum vilket anger bebyggelse vars kulturhistoriska värde motsvarar fordringarna för byggnadsminnen i kulturmiljölagen.

## Historia

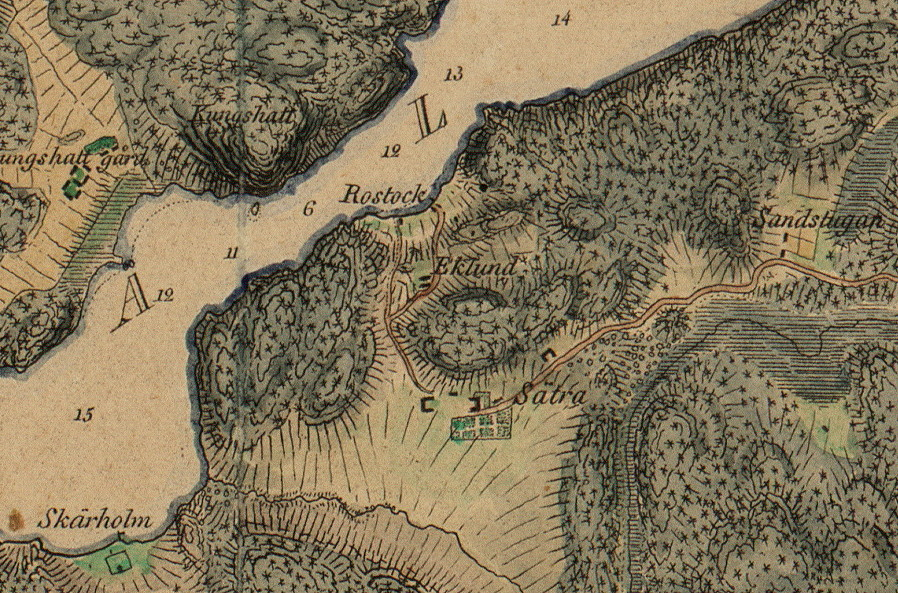
Sätra gård med omgivning, 1817.

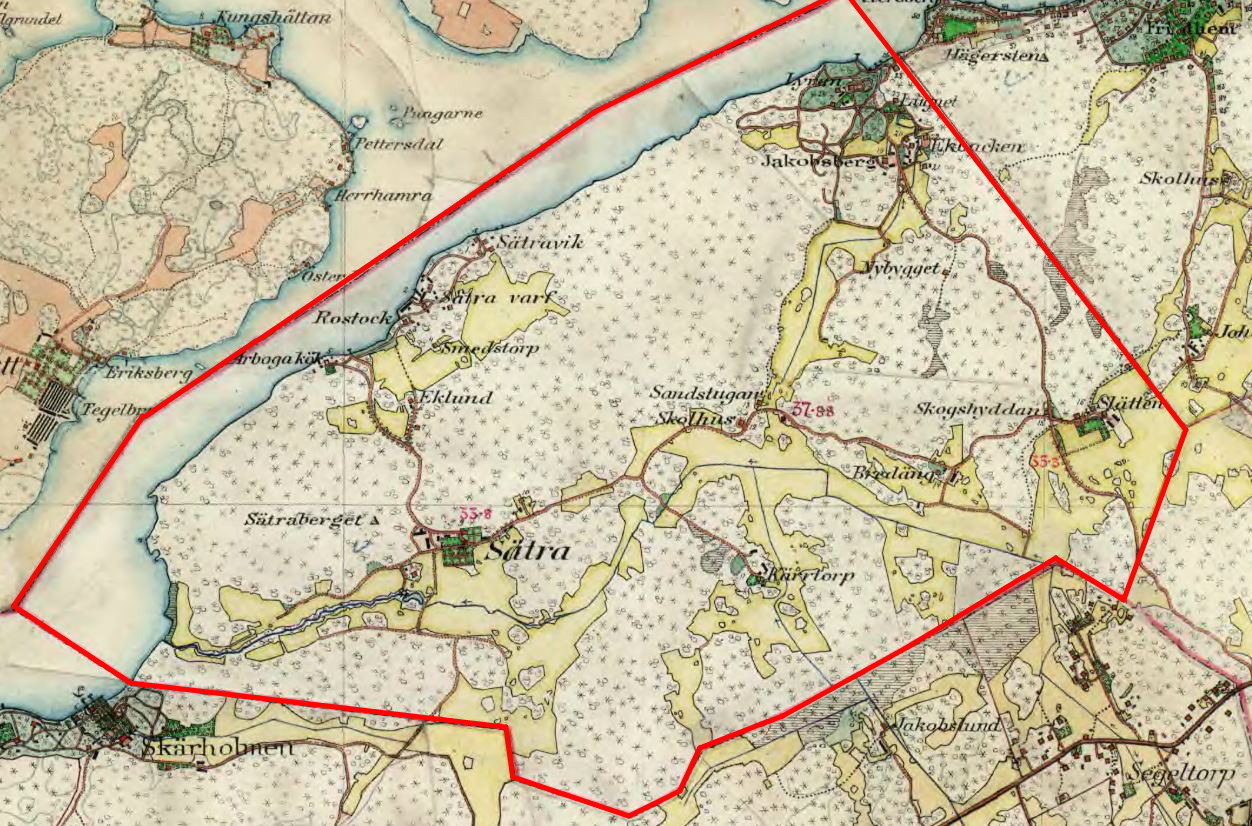
Sätra gårds ägor omkring år 1900.

Sätra omnämns troligtvis första gången år 1331 i förteckning över egendomar tillhöriga Strängnäs stift som ett halvt markland "Jn sætrum" liggande  "jn parochia Vddunge", dvs Huddinge socken.. 1376 är namnet dock säkert belagt genom "j sætrom j wantør sokn" då Bo Jonsson (Grip) köper hemmanet. Sätra avsöndrades troligtvis ursprungligen från Årsta gård. 
År 1619 blir Sätra säteri genom att Lars Bengtsson Skytte förlänas Sätra i samband med adlande. Därefter kallade han sig Lars Skytte af Sätra. Under 1700-talet ägs egendomen av släkten von Brinkman för att sedan följas av flera ägare. På Gabriel Bodings karta från 1762 bestod Sätra gårds ägor av ängar, uppodlad mark, beteshagar och bergländig skogsmark och omfattade trakten kring dagens Sätraån och området ned mot Mälaren. 
Omkring år 1900 sträckte sig Sätras ägor till Hägerstens gårds och Västberga gårds egendom i öster, till Mälaren i norr och till Vårby gård godsets marker i söder. Skärholmen hörde inte till Sätra utan till Vårby. I slutet av 1800-talet skänktes gården till "fromma stiftelserna" Ersta diakonissanstalt, Sällskapet Vänner till Pauvres Honteux och Stockholms sjukhem. De fromma stiftelserna sålde sedan 1961 egendomen (1918 värderad till 86 000 kronor) efter sega förhandlingar till Stockholms stad för 30 miljoner kronor.

## Byggnader

### Gården och uthus

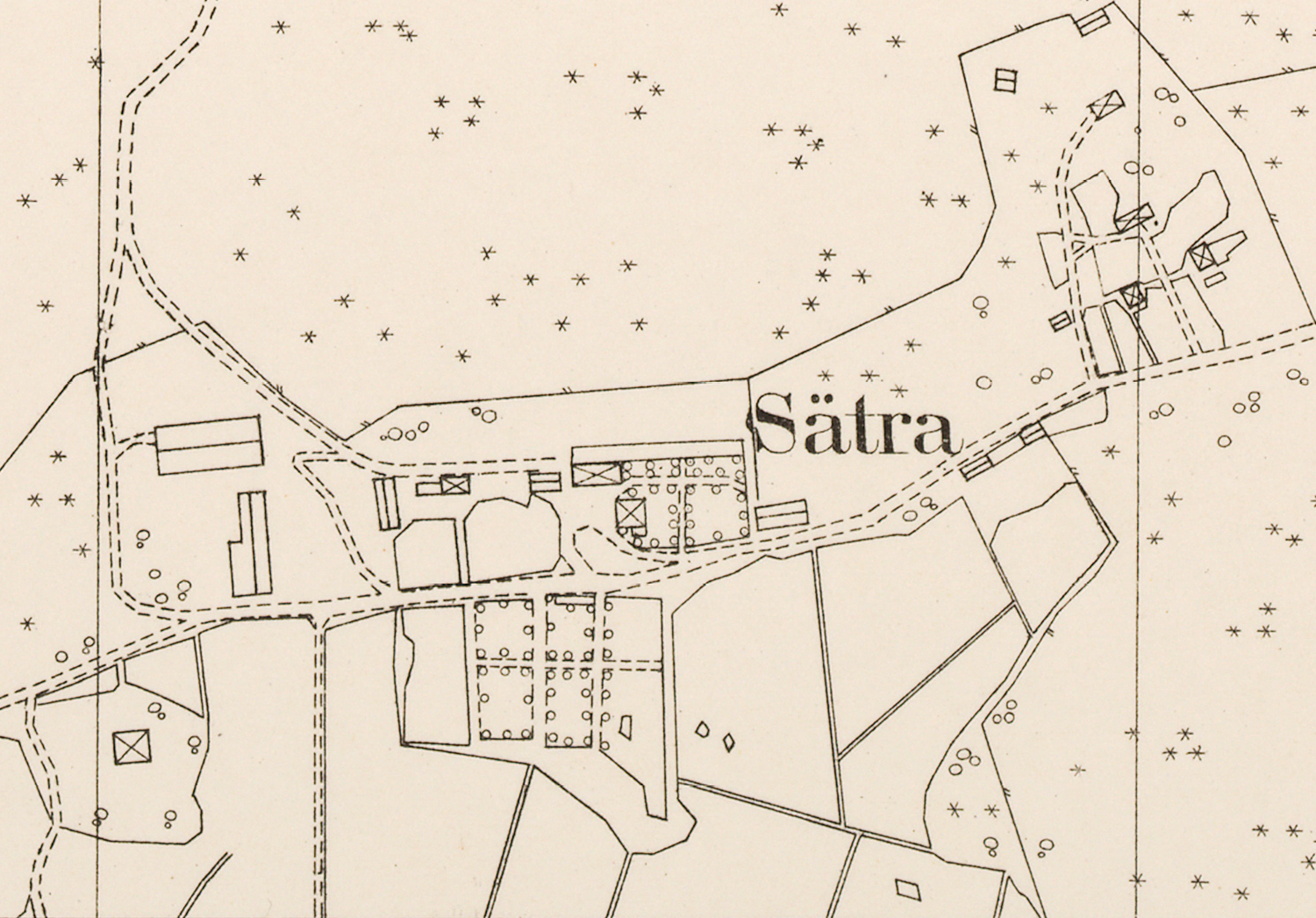
Sätra gård 1912.

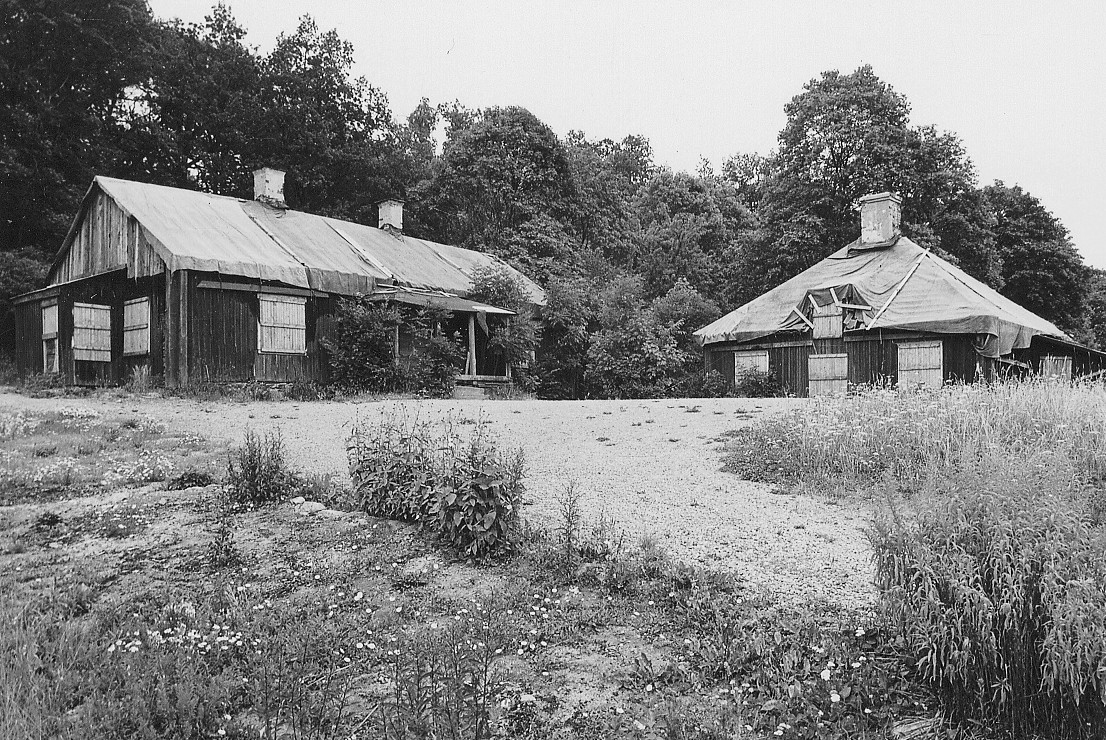
Sätra gård före upprustningen 1967.

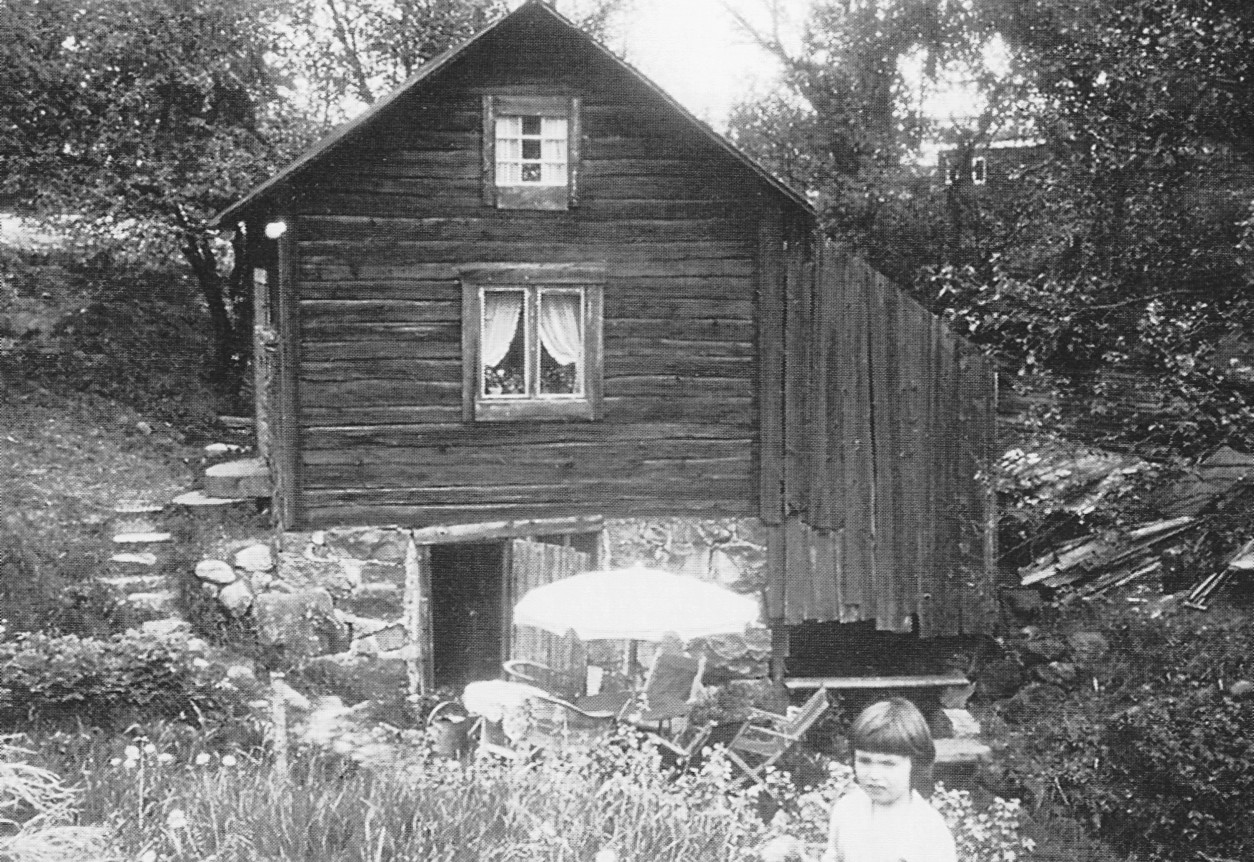
Sätra gårds kvarn 1966.

De kvarvarande byggnaderna består av mangårdsbyggnaden samt en flygelbyggnad. De tillkom sannolikt på 1700-talet, efter Lars Bengtsson Skyttes tid. När Skytte ägde gården hade huvudbyggnaden troligen större dimensioner. Byggnaderna utgörs av rödfärgade trähus av enkel och stram 1700-talskaraktär, taken täckta av lertegel. Träpanelen är tidsenligt av stående lockpanel. Flygelbyggnaden har kvadratisk plan och ett pyramidtak. Här fanns kök samt pigkammare.
Till gården hörde under 1800-talet ett flertal hus, utöver huvudbyggnad och flygeln låg längst i öster den mindre Östergården med östra och västra flygeln. Sydväst därom fanns tvättstuga och ladugård. Väster om nuvarande gården fanns visthusbod, vedbod, källare, såg, vagnslider, ladugård och hönshus. Söder om huvudbyggnaden låg en köks- och fruktträdgård.
Efter en period av förfall under 1960-talet och omfattande skador genom en eldsvåda har mangårdsbyggnad samt flygelbyggnad återställts till ursprungligt skick.

### Sätra kvarn
Till gården hörde även en vattenkvarn med kvarngården / mjölnarstuga. Själva vattenkvarnen stod lite längre söderut. Vattenkraften hämtades från Sätraån som hade dämts upp till en mindre kvarndamm. På häradsekonomiska kartan från år 1901 är kvarnen markerad. Kvanbyggnaden fanns kvar fram till slutet av 1960-talet då den brann upp. Innan dess nyttjades den som sommarstuga. 
Efter kvarnbyggnaden finns numera bara fundament i gråsten bevarade. Kvarngården / mjölnarstugan däremot är fortfarande bevarad och står på en liten kulle med nuvarande adress Sätragårdsvägen 183. Ett tag hade Sätrascouterna sin verksamhet där.

## Bilder

Sätra gård
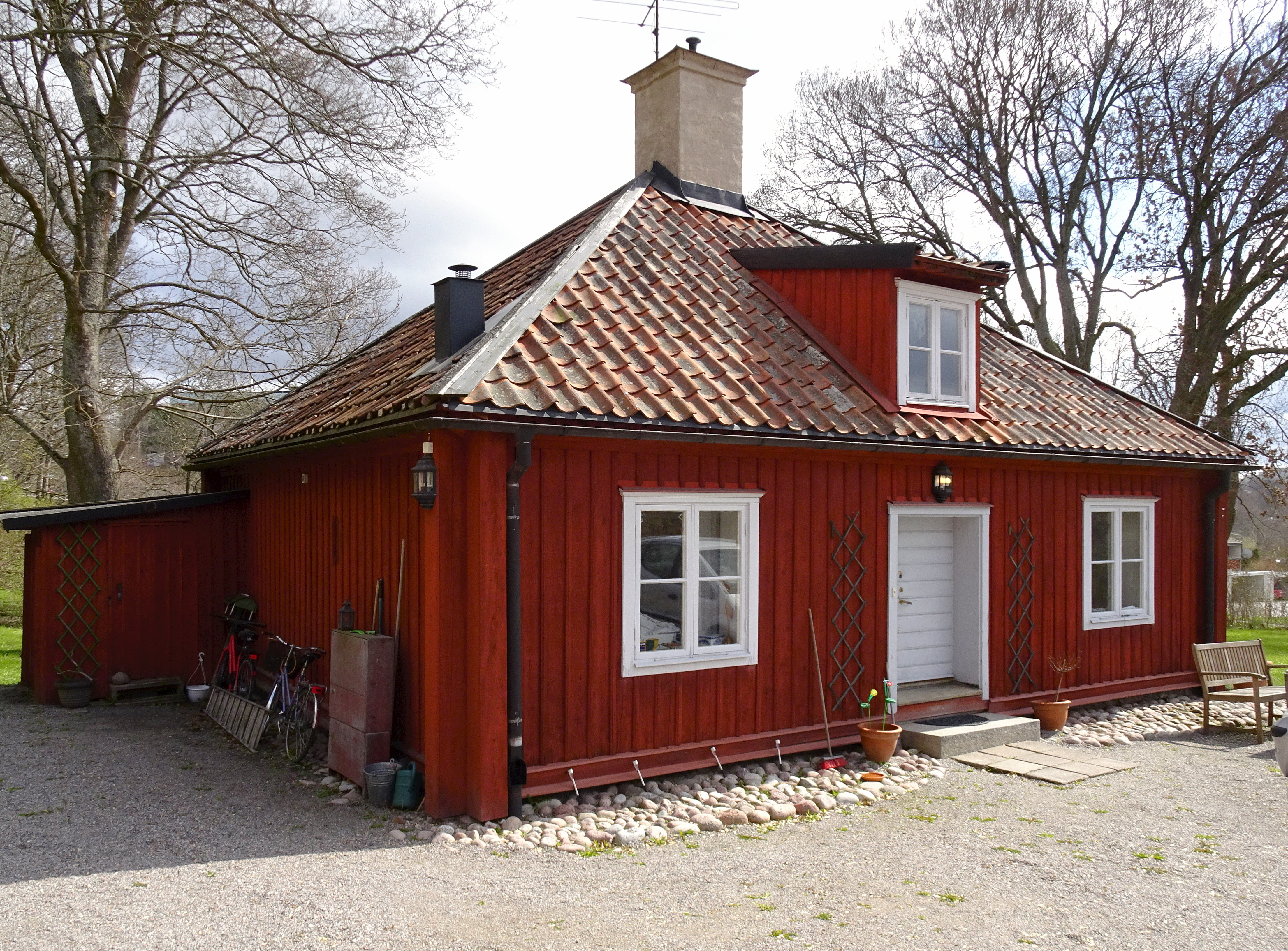
Flygeln
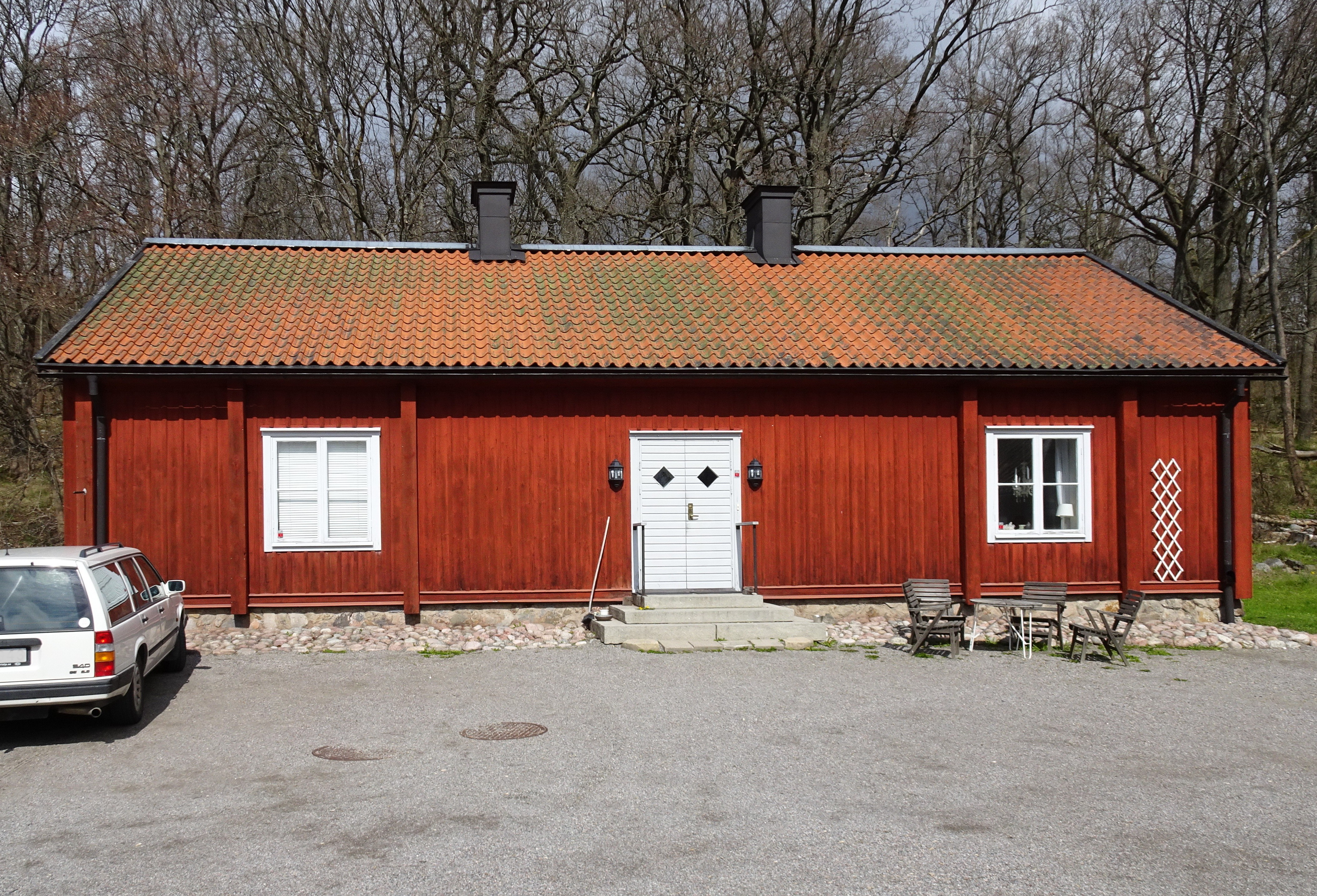
Huvudbyggnad
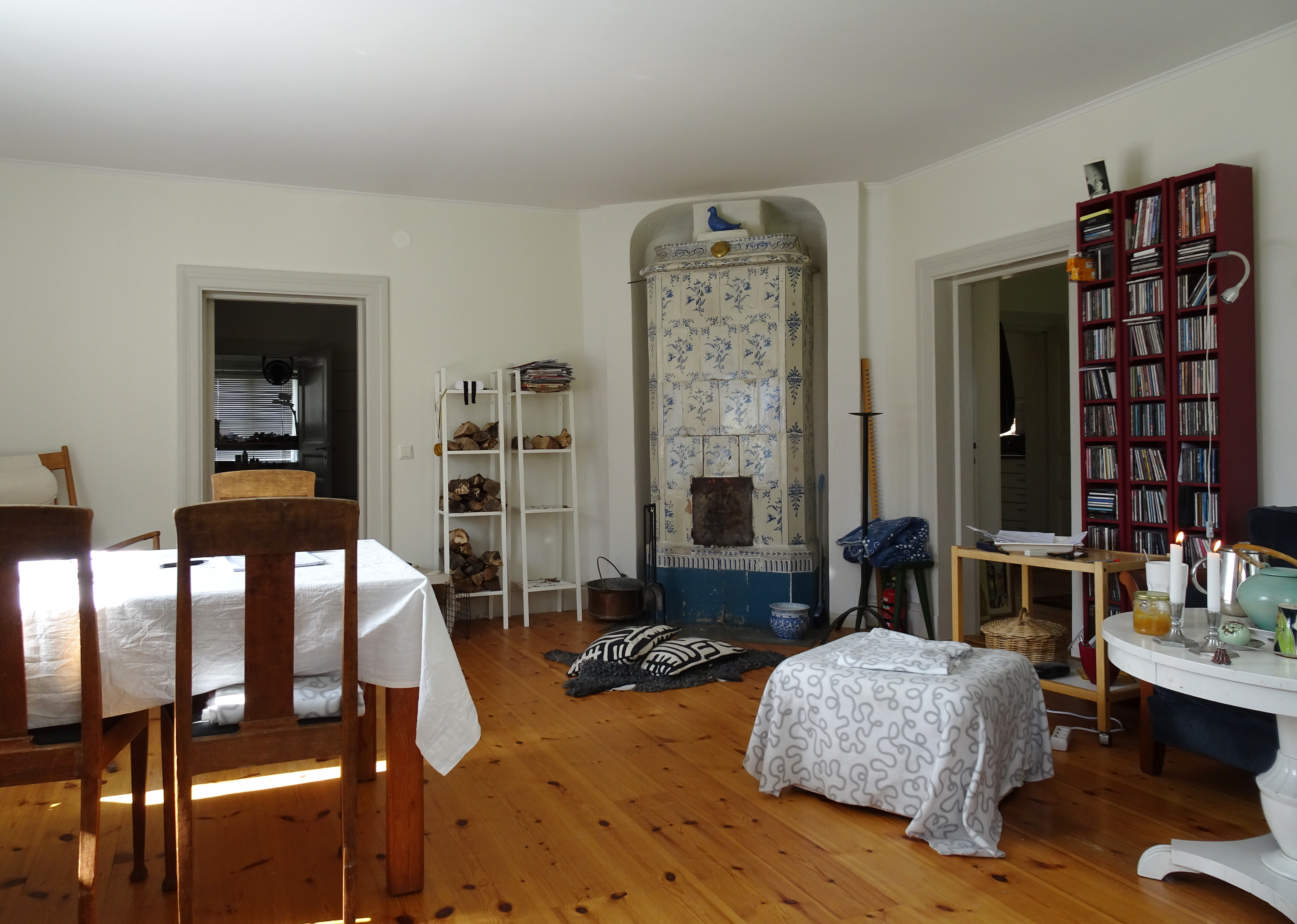
Huvudbyggnad, interiör
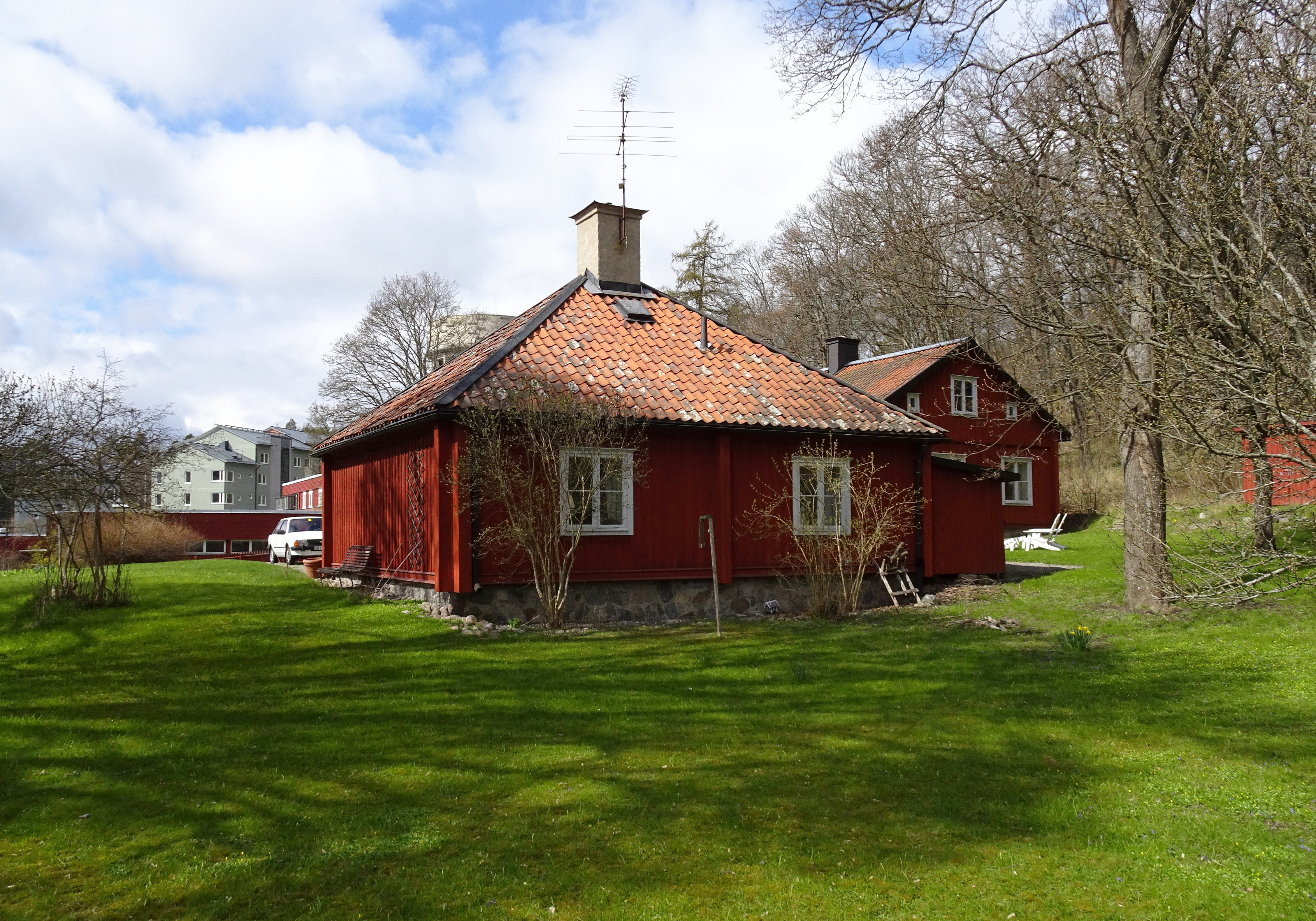
Gården från öster
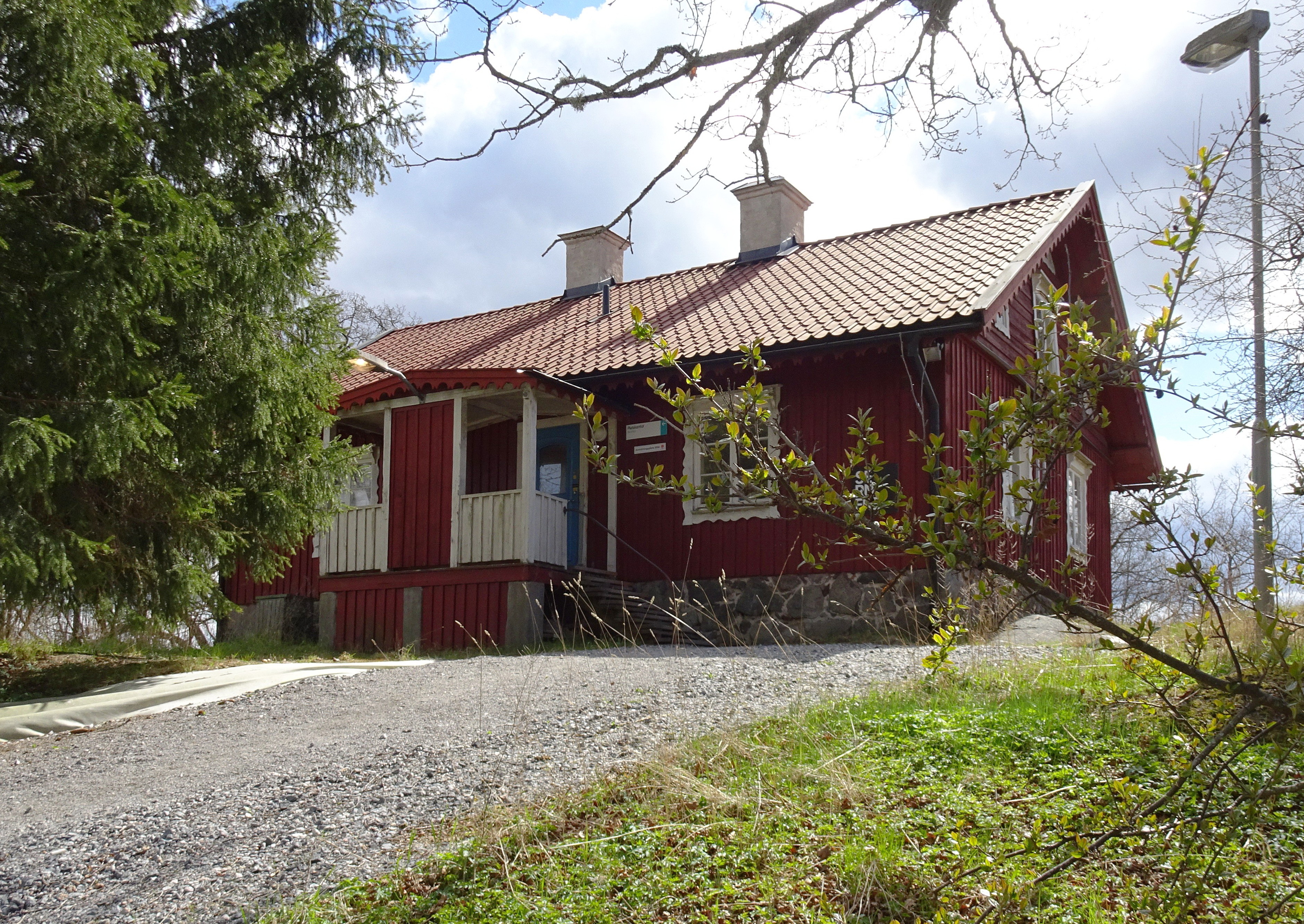
Kvarngården

### Tillhörande gårdar och lägenheter
Till Sätra hörde bland annat lägenheterna respektive torpen Bredäng, Eklund, Jakobsberg, Kärrtorp, Råstock, Arboga kök, Sandtorp och Slätten.

Gårdar och torp
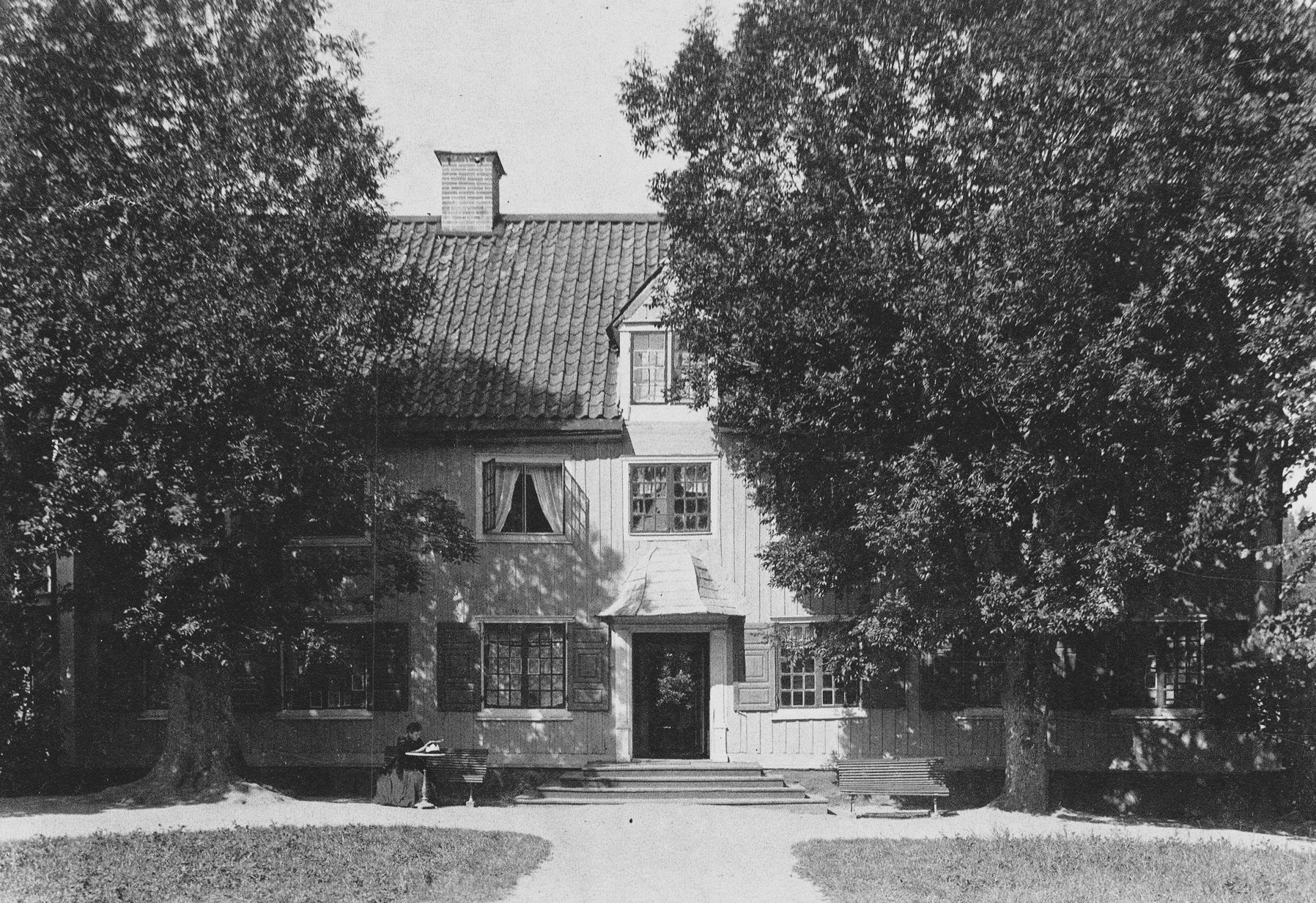
Jakobsbergs gård 1890 (finns kvar)
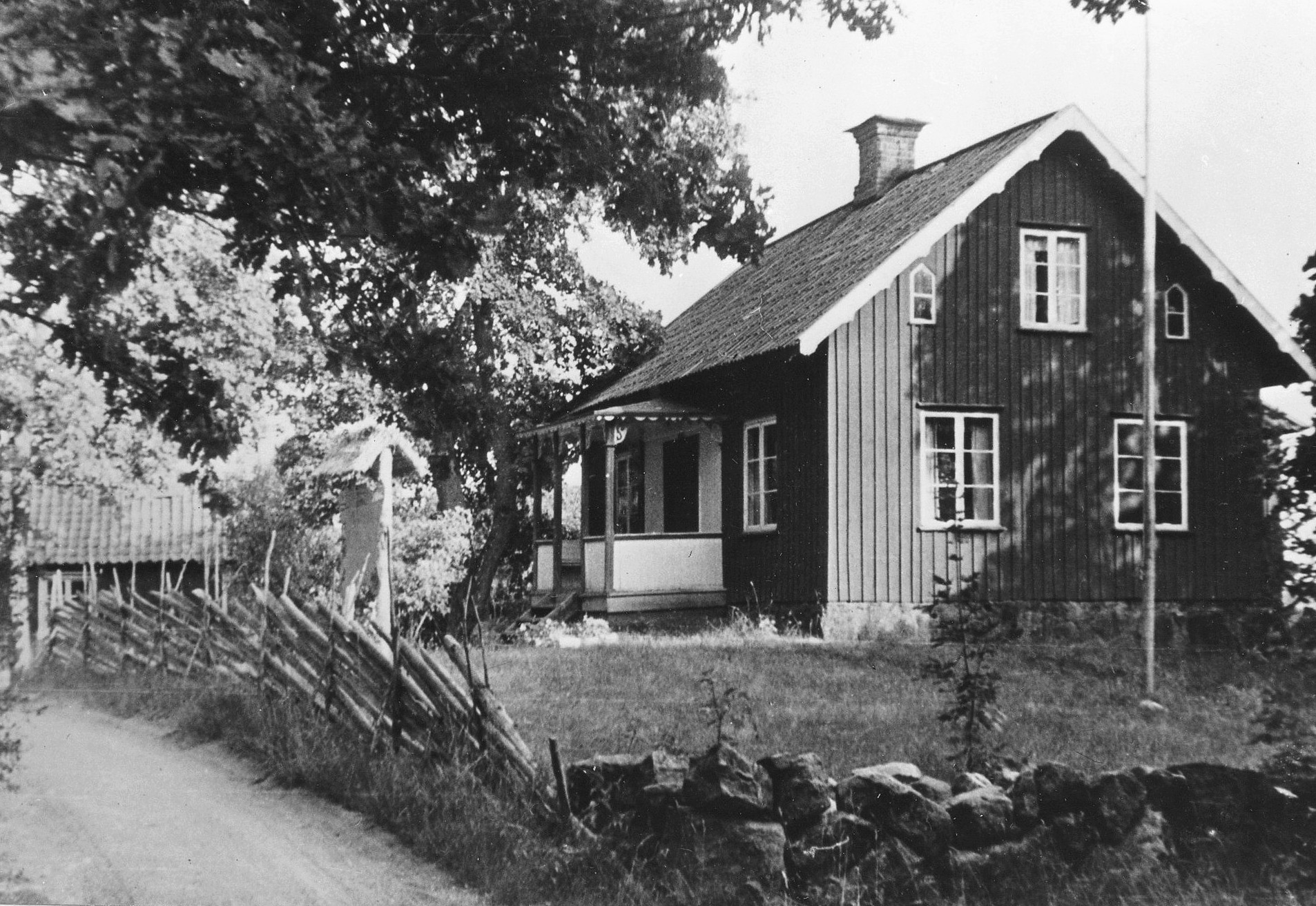
Bredängs gård 1960 (brann ner 1962)
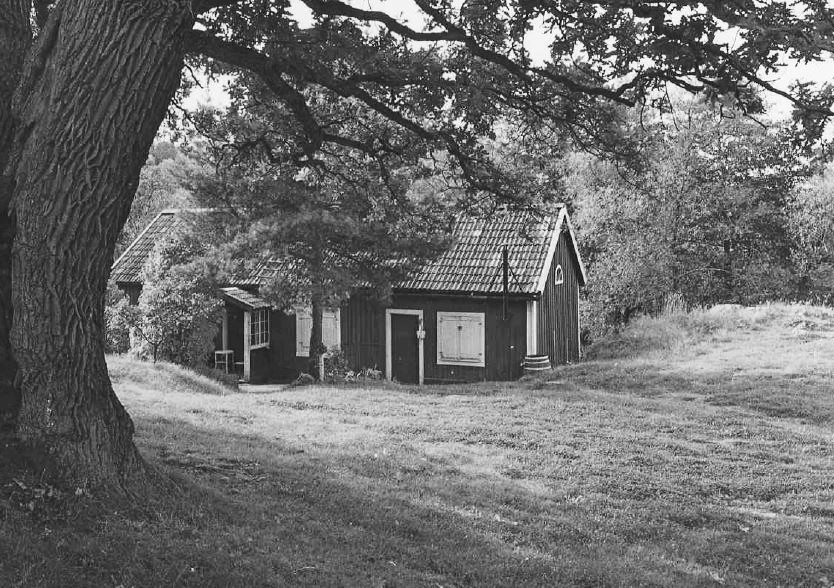
Råstock 1962 (finns kvar)
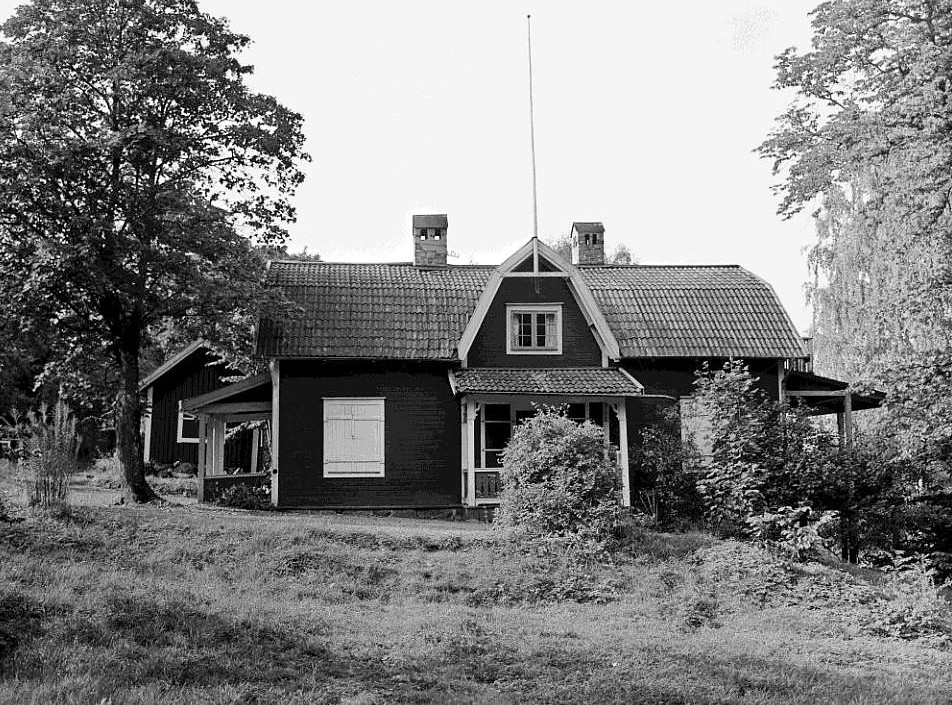
Arboga kök 1962 (brann ner 1967)
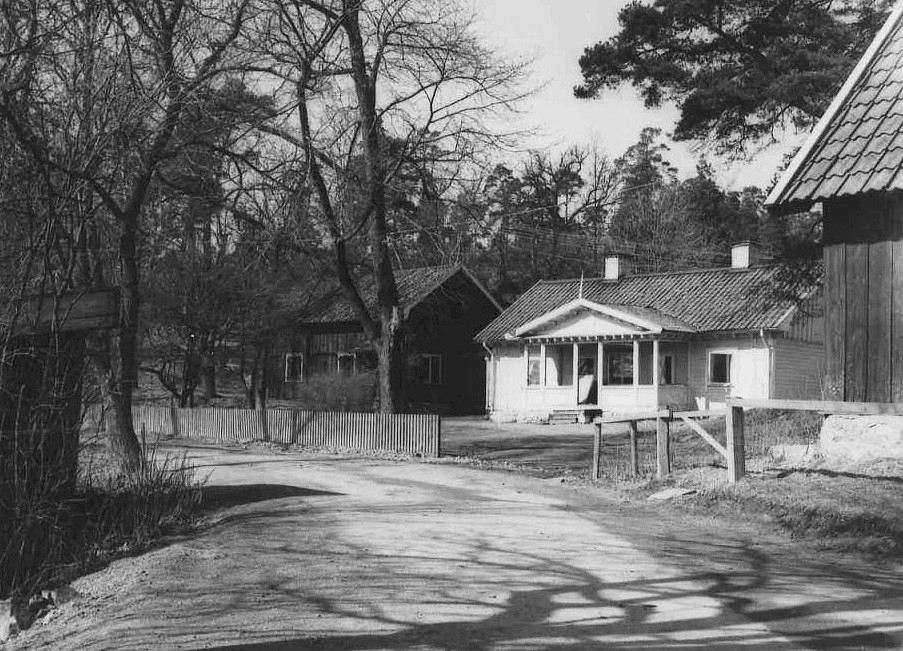
Slättens gård 1964 (finns kvar)